# Arctiopais ambusta
Arctiopais ambusta là một loài bướm đêm trong họ Noctuidae.